# Олександрівка (Сімферопольський район)
Олекса́ндрівка (крим. Oleksandrivka) — село (до 2009 — селище) в Україні, Сімферопольському районі Автономної Республіки Крим.
Відстань від райцентру до населеного пункта становить 28 кілометрів по прямій.

## Історія
Вперше в історичних документах зустрічаться під назвою Ново-Олександрівка у Списку населених пунктів Кримської АРСР з Всесоюзного перепису 17 грудня 1926 року, згідно з яким у селі було 14 дворів, всі селянські, населення становило 74 особи, з них 62 росіян, 10 українців та 2 білоруси.